# Уничтожение кладбища Аль-Баки
Уничтожение кладбища Аль-Баки — это два акта вандализма, в ходе которых было уничтожено одно из двух важнейших кладбищ в истории раннего Ислама.
В первый раз кладбище было разрушено в 1806 году Дирийским эмиратом, захватившим Медину у Османской империи. Во второй раз оно было разрушено в 1925 (по другим данным в 1926) году Султанатом Неджд, захватившим Медину у хашимитов. Обоими этими государствами правила династия Саудитов. В обоих случаях они руководствовались ваххабитской трактовкой ислама, запрещающей возведение памятников на могилах.

## Предыстория
Аль-Баки использовалось как кладбище еще до возникновения ислама. На нем были похоронены родители Мухаммеда, его жены, дочери, сын Ибрагим, внук Хасан, а также многие его сподвижники. Согласно некоторым хадисам, Мухаммед регулярно посещал это кладбище, чтобы попросить Аллаха простить тех, кто там был похоронен.

### Первое разрушение
Союз между Мухаммедом ибн Абд аль-Ваххабом и Мухаммадом ибн Саудом привел к образованию Дирийского эмирата, известного также как первое государство Саудитов. К 1765 году уже большая часть территорий Неджда находилась под контролем династии, а в 1806 году Саудиты захватили у слабеющей Османской империи территории Хиджаза, включая города-святыни Мекку и Медину. Вахаббитская трактовка Ислама запрещало почитание могил, которое практиковали жители Медины, армия Дирийского эмирата разрушила гробницы и мечети на кладбище Аль-Баки.
Тогда же Саудиты создали препятствия, мешающие мусульманам, не являющимся ваххабитами совершать хадж в Мекку. Они запретили паломникам нести с собой музыкальные инструменты и богато украшенные паланкины, а позже они запретили посещать Мекку безбородым. В 1805 году саудиты запретили совершать хадж иракским и иранским мусульманам. В 1806 году запрет коснулся сирийских мусульман, а в 1807 году египтян.
В ходе османско-саудовской войны (1811–1818) Османская империя вернула Хиджаз обратно. При них здания, купола и мечети были реконструированы. Ричард Фрэнсис Бёртон, посетивший Медину в 1853 году под именем афганского мусульманина по имени Абдулла, сказал, что после реконструкции там оставалось пятьдесят пять мечетей и святынь.

### Второе разрушение
В 1924–1925 годах, династия Саудитов восстановили контроль над Хиджазом в ходе второй саудовско-хашимитской войны. В 1925 (по другим данным в 1926) году король Ибн Сауд дал разрешение разрушить кладбище. Снос осуществляли ихваны, представлявшие собой военное ополчение вахаббитов.
На этот раз кладбище было сровняно с землей. Ихваны разрушали не только гробницы и мечети, но и простые надгробия. Среди разрушенных были могилы Абдуллаха ибн Абд аль-Мутталиба, Амины, Исмаила ибн Джафара, Аббаса ибн Абд аль-Мутталиба, Хамзы ибн Абдул-Мутталиба, Ибрагима ибн Мухаммада, Малика ибн Анаса, Усмана ибн Аффана и четырех шиитских имамов.
Второе разрушение кладбища обсуждалось в Меджлисе Ирана. Группа иранских представителей была отправлена в Хиджаз для расследования. Многие сунниты и шииты в последующие годы осуждали действия Саудитов. Митинги проводились   в Индии, Пакистане, Иране, и США. Некоторые мусульмане (в основном, шииты) называют день, когда кладбище было разрушено, «Днём скорби».